# Parque de Exposições Agropecuárias de Salvador

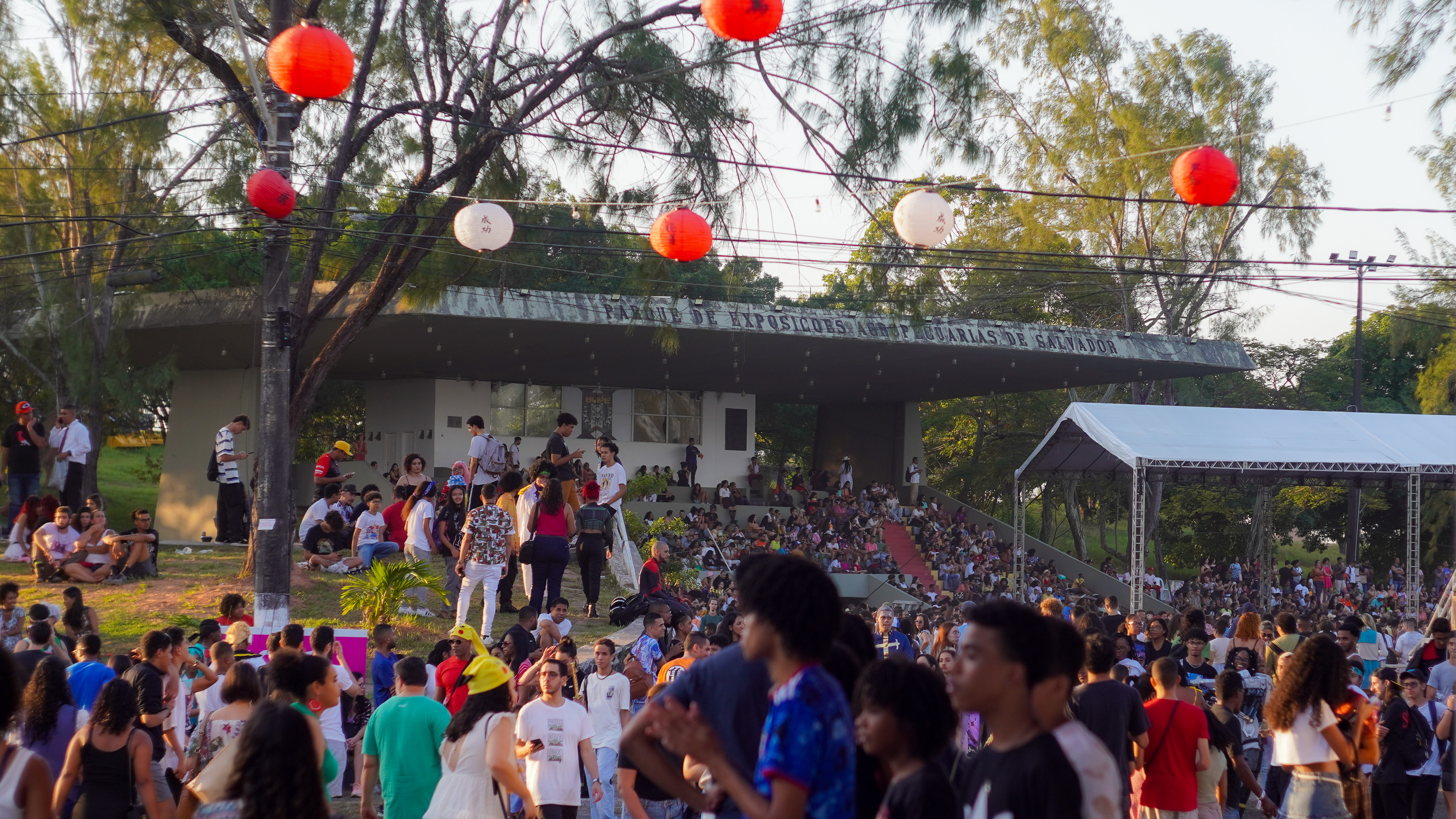
Festival de Cultura Japonesa, Bon Odori, de Salvador, de 2023.

O Parque de Exposições Agropecuárias de Salvador (PEAS) é um espaço de eventos da cidade de Salvador, Bahia. Inaugurado em 30 de setembro de 1978, o parque ocupa uma área de 450.000 metros quadrados, entre as avenidas Paralela e Dorival Caymmi, no bairro de Itapuã, próximo ao Aeroporto Internacional de Salvador. É gerido pela Secretaria da Agricultura, Pecuária, Irrigação, Pesca e Aquicultura do Estado da Bahia (Seagri).
O parque sedia eventos agropecuários, como a Exporural e a Feira Internacional da Agropecuária (Fenagro), como também eventos dos mais variados tipos, como festivais e apresentações musicais nacionais e internacionais.
Atualmente, acontece anualmente em janeiro o Festival de Verão de Salvador desde 1999 (embora fosse transferido para a Arena Fonte Nova em algumas edições). No parque já se apresentaram os cantores Gilberto Gil e Caetano Veloso com o álbum Tropicália 2, a cantora Beyoncé em sua turnê I Am... Tour no dia 10 de fevereiro de 2010 e a banda Black Eyed Peas em sua turnê The E.N.D. World Tour em 16 de outubro de 2010.
Há, ainda, eventos culturais, como o Festival de Cultura Japonesa de Salvador, que conta com atividades diversificadas, entre elas oficinas, apresentações musicais e dança, de artes marciais e oficinas.